# Phoenix Rising
Phoenix Rising é um kit com CD/DVD, Blu-Ray/CD e LP duplo sobre a história da quarta formação da banda inglesa Deep Purple, conhecida como MK IV. 
A versão em DVD e Blu-Ray vem com o documentário Gettin' Tighter, no qual os ex-integrantes da banda Jon Lord e Glenn Hughes contam a história da MK IV, desde o recrutamento de Hughes na época em que o mesmo tocava no Trapeze, passando pela substituição do guitarrista Ritchie Blackmore por Tommy Bolin, os problemas de Bolin e Hughes com drogas, a turbulenta passagem pela Indonésia em 1975, até o último concerto desta formação em Liverpool, em Março de 1976. Também faz parte do DVD e do Blu-Ray o filme com o concerto que a banda fez no Budokan Hall, Japão, em Dezembro de 1975. Rises Over Japan, dirigido por Tony Klinger, somente havia sido lançado oficialmente no Japão em Laserdisc na década de 1980 e circulava na internet com os mais variados tipos de qualidade. O filme foi devidamente restaurado e seu áudio remasterizado, possuindo uma melhor qualidade. Além disso, vem com dois encartes: um é sobre o próprio documentário Gettin Tighter, com várias fotos e textos; e uma réplica fiel de uma revista sobre a banda lançada a época da turnê de Come Taste the Band, único registro de estúdio da MK IV.
A versão em CD (que acompanha tanto o DVD quanto o Blu-Ray) e vinil duplo contém diversas performances da banda ao vivo durante o período em que a MK IV esteve em atividade. As faixas são provenientes dos shows feitos em Long Beach, em 27 de Fevereiro de 1976, e em Tóquio, em 15 de Dezembro de 1975. 
Lançado internacionalmente pela EAR Music/Edel/Thompson Music e Purple Records em 28 de Junho de 2011. O DVD foi licenciado pela ST2 Vídeo para lançamento no Brasil em Dezembro do mesmo ano, ainda sem previsão de lançamento quanto ao CD.

## FAIXAS

### DVD/Blu-Ray
Rises Over Japan
1. Burn
2. Love Child
3. Smoke On The Water
4. You Keep On Moving
5. Highway Star

Documentário
1. Gettin’ Tighter

Extras:
1. Entrevista com Jon Lord e Glenn Hughes sobre a passagem da banda pela Indonésia em 1975.
2. Entrevista com Jon Lord e Glenn Hughes sobre “Come Taste the Band”.

### CD e Vinil(Somente na edição internacional)
1. Burn** - 8:09
2. Getting’ Tighter*** - 15:04
3. Love Child*** - 4:23
4. Smoke on the Water / Georgia On My Mind*** - 9:29
5. Lazy** - 11:41
6. Homeward Strut** - 5:44
7. You Keep on Moving*** - 5:44
8. Stormbringer** - 9:49

- (**) – Gravado no Long Beach Arena, Long Beach, California, Estados Unidos, em 27 de Fevereiro de 1976.
- (***) – Gravado no Budokan Hall, Tóquio, Japão, em 15 de Dezembro de 1975.

## Ficha Técnica

### DVD/Blu-Ray
Rises Over Japan
- Direção: Tony Klinger
- Áudio Original: Martin Birch
- Áudio Remasterizado: Doug Brady

Documentário "Getting’ Tigher”
- Direção: Drew Thompson e Tim Goldby.
- Edição: Tim Goldby e Ian Carmichael.
- Produção Executiva: Drew Thompson e Tony Edwards.

### CD/Viníl
- David Coverdale: Vocais
- Glenn Hughes: Baixo e vocais
- Tommy Bolin: Guitarra e vocais
- Jon Lord: Órgão e sintetizadores
- Ian Paice: Bateria